# 乌卡亚利大区
烏卡亞利大區（西班牙語：Departamento de Ucayali）是秘魯東部的一個大區，東鄰巴西，位於亞馬遜平原。烏卡亞利河—亞馬遜河的主要水源—流經本區，區名亦由此而來。面積101,830.64平方公里，2007年人口402,445人。首府普卡爾帕。
1906年9月4日建區，並以命名。下分4省14區。